# Xylopia africana
Xylopia africana là một loài thực vật thuộc họ Annonaceae. Loài này có ở Cameroon, Nigeria, và São Tomé và Príncipe. Môi trường sống tự nhiên của chúng là rừng ẩm vùng đất thấp nhiệt đới hoặc cận nhiệt đới và vùng núi ẩm nhiệt đới hoặc cận nhiệt đới. Chúng hiện đang bị đe dọa vì mất môi trường sống.